# Sarah Smart
Sarah Smart (* 3. März 1977 in Birmingham, England) ist eine britische Schauspielerin.
Smart besuchte die St Paul’s School For Girls in Birmingham. Sie war bereits in jungen Jahren als Kinderdarstellerin tätig und war in einigen Fernsehserien zu sehen. Ihre Arbeit als Schauspielerin umfasst eine ganze Reihe von Fernsehserien und TV-Filmen, welche meist von BBC produziert wurden. Zwischen 2008 und 2010 war sie in unter anderem in der Serie Kommissar Wallander, einer Adaption der Werke des schwedischen Schriftstellers Henning Mankell, in einer der größeren Rollen zu sehen. Zudem war sie immer wieder in Radioshows zu hören.

## Fernsehserien (Auswahl)
- 1991–1993: Wuff! Manchmal bin ich ein Hund (Woof!, Fernsehserie, 15 Folgen)
- 1997: Soldier Soldier (Fernsehserie, 7 Folgen)
- 1998: Sturmhöhe (Wuthering Heights, Fernsehfilm)
- 2000–2003: At Home with the Braithwaites (Fernsehserie, 26 Folgen)
- 2000: David Copperfield (Fernsehfilm)
- 2001: Urban Gothic (Fernsehserie, Folge 2x07)
- 2002: Sparkhouse (Miniserie, 3 Folgen)
- 2005: Funland (Fernsehserie, 11 Folgen)
- 2006: Casualty 1906 (Fernsehfilm)
- 2006: Jane Hall (Fernsehserie, 6 Folgen)
- 2007: Five Days (Fernsehserie, 5 Folgen)
- 2008: Casualty 1907 (Miniserie, 4 Folgen)
- 2008–2012: Kommissar Wallander (Fernsehserie, 11 Folgen)
  - 2008: Kommissar Wallander: Die falsche Fährte
  - 2008: Kommissar Wallander: Die Brandmauer
  - 2008: Kommissar Wallander: Mittsommermord
  - 2010: Kommissar Wallander: Mörder ohne Gesicht
  - 2010: Kommissar Wallander: Der Mann, der lächelte
  - 2010: Kommissar Wallander: Die fünfte Frau
  - 2012: Kommissar Wallander: Ein Mord im Herbst
  - 2012: Kommissar Wallander: Hunde von Riga
  - 2012: Kommissar Wallander: Vor dem Frost
- 2008: Agatha Christie’s Poirot (Fernsehserie, Folge 11x01 Mrs. McGinty ist tot)
- 2009: Casualty 1909 (Miniserie, 6 Folgen)
- 2009: Agatha Christie’s Marple (Fernsehserie, Folge 4x03)
- 2011: Monroe (Fernsehserie, Folge 1x01)
- 2011: Inspector Barnaby (Midsomer Murders, Fernsehserie, Folge 14x03)
- 2011: Doctor Who (Fernsehserie, 26 Folgen)
- 2011: Death in Paradise (Fernsehserie, Folge 1x05)
- 2012: New Tricks – Die Krimispezialisten (New Tricks, Fernsehserie, Folge 9x05)
- 2016: Die Musketiere (The Musketeers, Fernsehserie, Folge 3x04)
- 2017: Gerichtsmediziner Dr. Leo Dalton (Silent Witness, Fernsehserie, 2 Folgen)
- 2018: Delicious (Fernsehserie, Folge 3x01)
- 2022: The Chelsea Detective (Fernsehserie, Folge 1x03)
- 2023: Father Brown (Fernsehserie, Folge 10x06)